# Pavonia reticulata
Pavonia reticulata är en malvaväxtart som beskrevs av Christian August Friedrich Garcke. Pavonia reticulata ingår i släktet påfågelsmalvor, och familjen malvaväxter. Inga underarter finns listade i Catalogue of Life.